# Skalka (stanice metra)
Skalka (zkratka SK) je stanice na trase A pražského metra na původně spojovací trati SH ve Strašnicích. Byla otevřena dodatečně 4. července 1990 a do 25. května 2006 byla konečnou stanicí. Pracovní název stanice byl Zahradní.

## Charakteristika

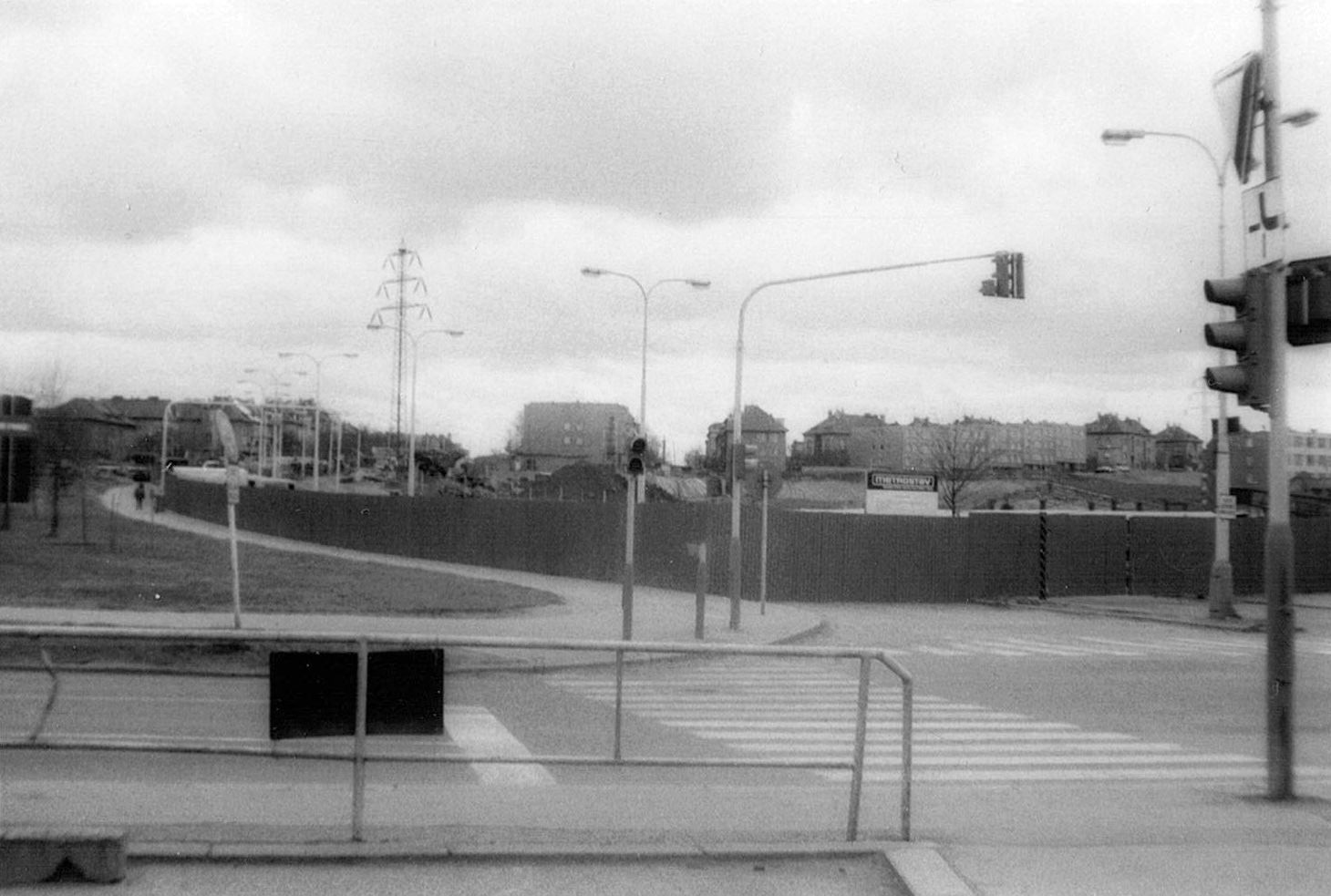
Výstavba stanice metra Skalka v dubnu 1986.

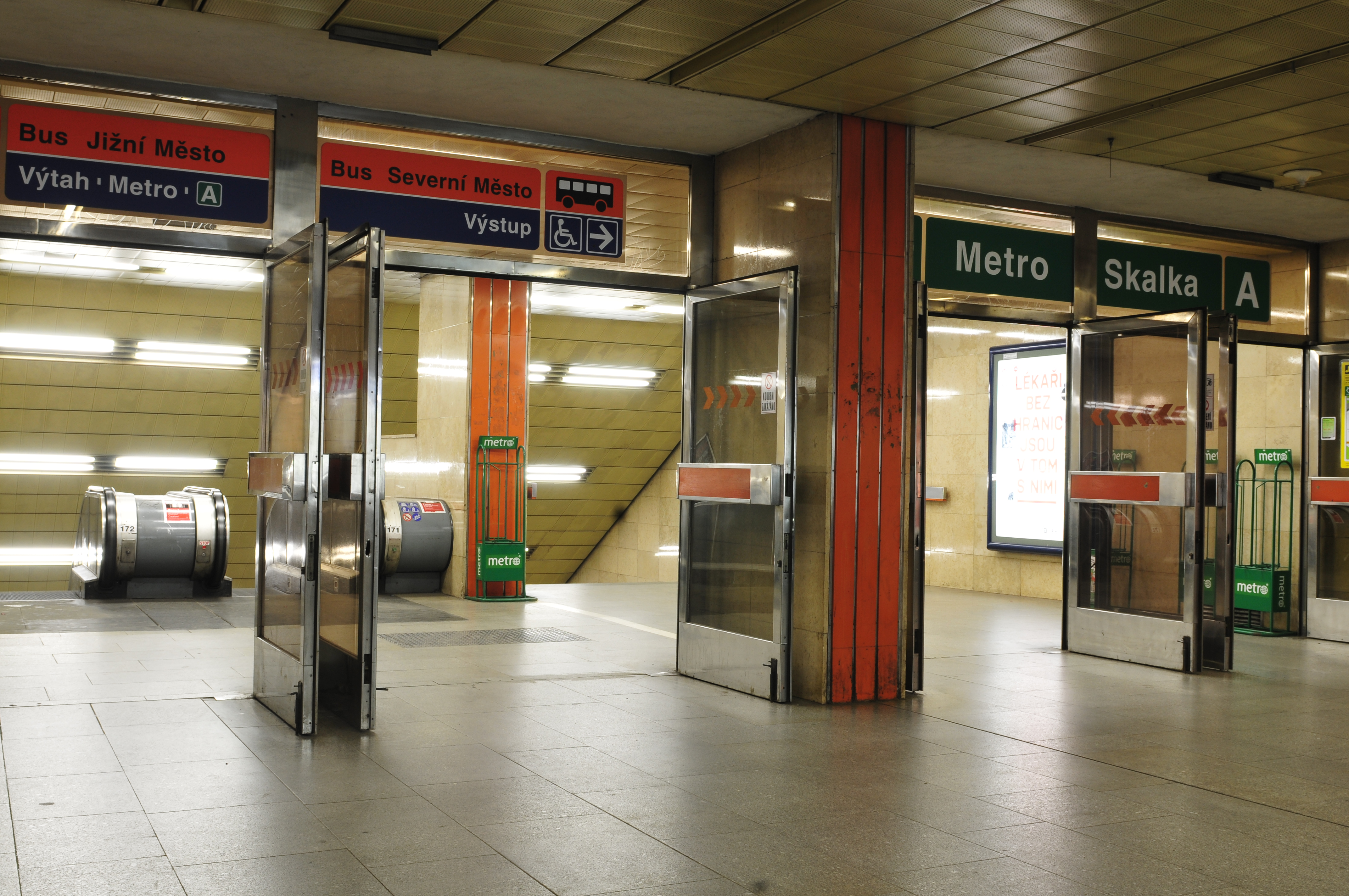
Vstupní vestibul stanice

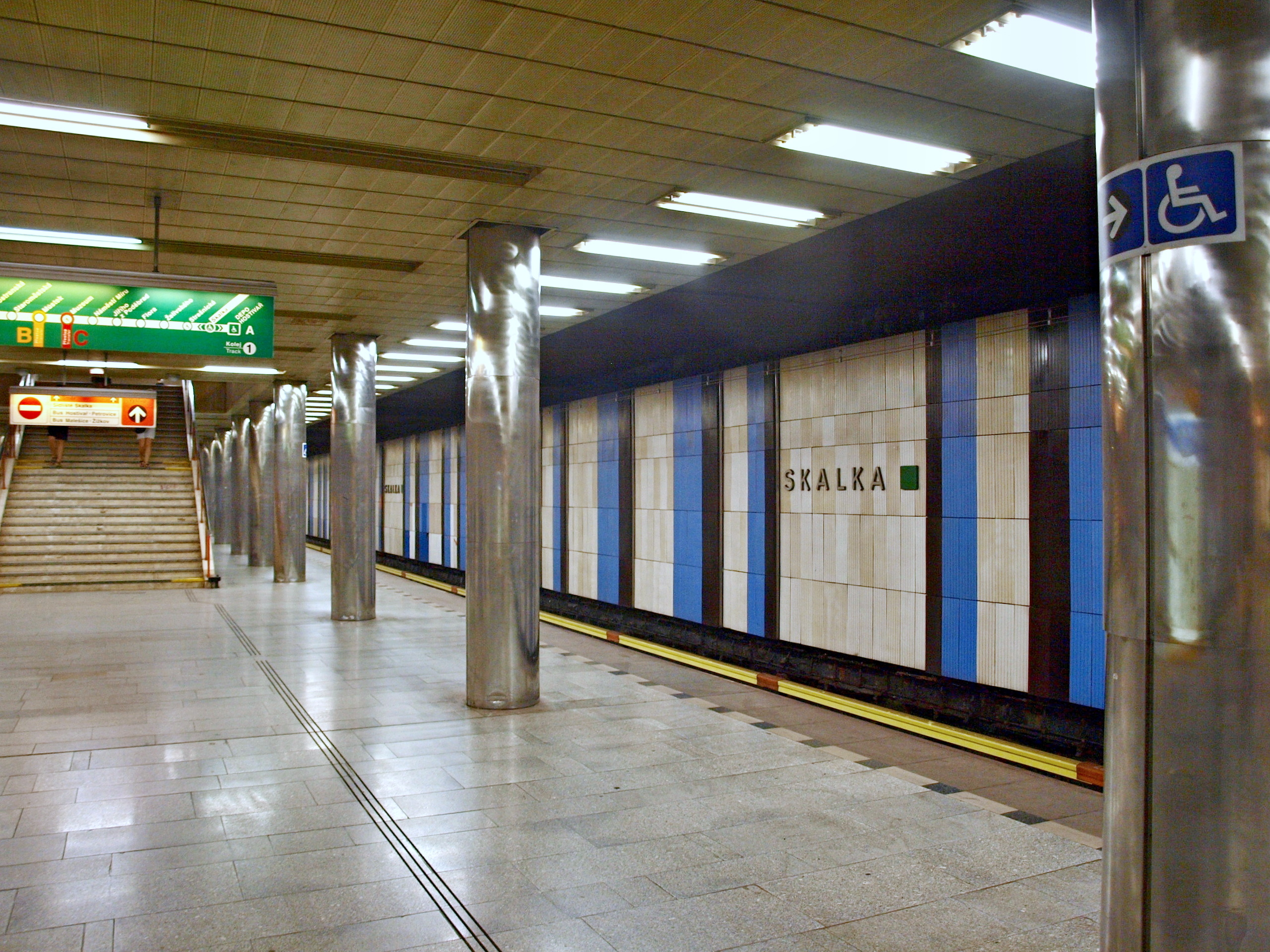
Stanice Skalka – nástupiště

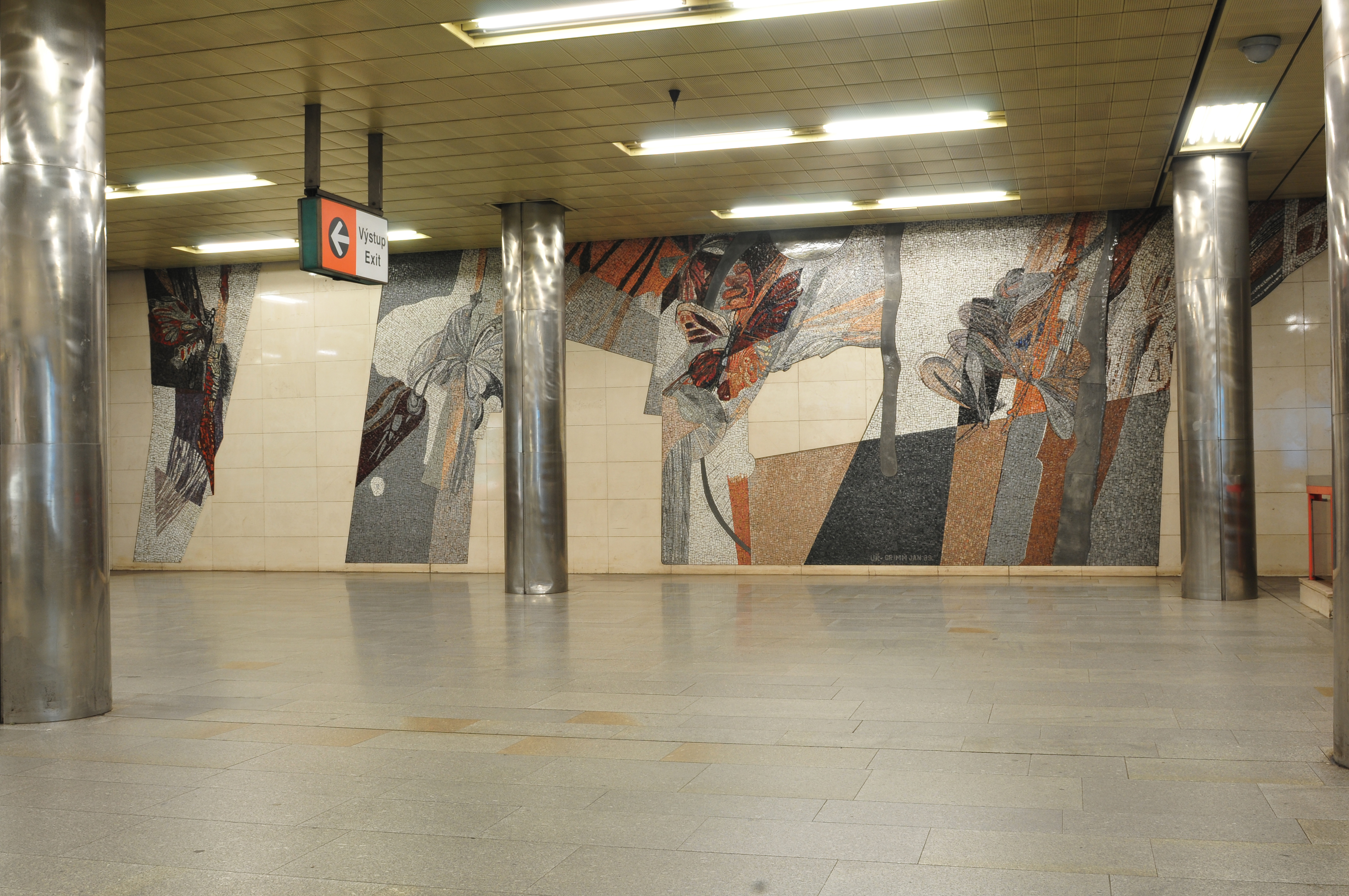
Mozaika v mezipatře stanice od Jana Grimma

Stanice Skalka se nachází na sídlišti Skalka pod ulicí Na Padesátém v Praze 10. Je hloubená, založená v otevřené jámě, budovaná za provozu[zdroj⁠?!] jako dlouhodobá koncová stanice. Její konstrukce je monolitická a přizpůsobená tomu, že byla stavěna za provozu. Skalka je 9,25 m pod povrchem. Má jeden vestibul spojený s nástupištěm schodištěm vybíhajícím z prostředku nástupiště a potom vedoucího šikmo mimo osu trati. Stanice byla do rekonstrukce v roce 2017 obložena glazovanými tvarovkami Hurdis bílými, modrými a hnědými. Výstavba stanice v letech 1987 – 1990 stála 291 mil. Kčs.
Zajímavostí je, ze stanice byla v roce 1991 první, ve které byly osazeny hliníkové mapy stanice pro nevidomé a popisky na zábradlí.
19. prosince 2001 byla zahájena rekonstrukce výtahu pro imobilní osoby ve stanici Skalka. Od 1. června 2002 mohli cestující již výtah používat.

## Význam
Stanice je dostupná pěšky ze sídliště Skalka a z části starší zástavby Strašnic; je však – jako většina stanic metra – především přestupním bodem mezi metrem a povrchovou dopravou. Při svém otevření v roce 1990 k ní byla přivedena autobusová doprava z velké části jihovýchodního sektoru Prahy – především z Hostivaře, Horních a Dolních Měcholup, Uhříněvsi, ze sídlišť Zahradní Město, Horní Měcholupy-Petrovice, Hornoměcholupská a Košík a také z od průmyslových podniků v Hostivaři, Dolních Měchopulech, Malešicích a Uhříněvsi.
S rozvojem pražské integrované dopravy sem byly nasměrovány i příměstské linky z Říčan a okolí, později i od Kostelce nad Černými lesy, Ondřejova, Stříbrné Skalice aj. Nástupiště a obratiště autobusů však již přestávaly tomuto náporu stačit, zvýšený provoz negativně ovlivňoval sídliště Skalka a autobusy často nabíraly zpoždění v kolonách v Úvalské a Černokostelecké ulici. Proto bylo rozhodnuto o prodloužení metra do stanice Depo Hostivař. Tato stanice byla otevřena roku 2006 a byly k ní přesunuty všechny příměstské linky a městské linky do oblasti Uhříněvsi a Dolních Měcholup.
Z hlediska provozu metra je stanice zajímavá tím, že v ní některé soupravy končí. Trasa odtud do stanice Depo Hostivař má totiž nižší propustnost, a proto v pracovních dnech kromě časného rána a večera končí polovina souprav zde na Skalce.